# Пенькозавода (Нижегородская область)
 Пенькозавода  — поселок в Починковском районе Нижегородской области. 

## География
Находится в южной части Нижегородской области на расстоянии менее 1 километра на север от села Починки, административного центра района.  

## История
Поселок был основан в связи со строительством пенькозавода, протекавшим в 1929-1931 годах. После пожара 1933 года завод стал кирпичным. В штате завода насчитывалось более 300 человек. К 1996–1997 году завод закрыли из-за отсутствия сырья. До 2020 года поселок находился в составе Починковского сельсовета.

## Население
Постоянное население составляло 79 человек (русские 99%) в 2002 году, 50 в 2010.